# Pello, Övertorneå kommun
Pello är en småort i Svansteins distrikt (Övertorneå socken) i Övertorneå kommun i Norrbottens län i Sverige.
Byn ligger på den västra sidan av Torneälven, omkring trettio kilometer norr om norra polcirkeln, mittemot den finska byn med samma namn som ligger på den östra sidan av älven.

## Historia
Historiskt är det samma by som finns på båda sidor av Torneälven. Efter krigets avslutande i samband med fredsavtalet 1809 drogs den nya gränsen mitt emellan de två bydelarna. Byn var vid denna tidpunkt helt finskspråkig.
I byn fanns en låg- och mellanstadieskola i form av en kultur- och språkskola (på finska: kieli- ja kulttuurikoulu) som samarbetade med finländska Pellos skola 2005–2008. Undervisningen bedrevs där både på svenska och finska. Sedan dess går barnen i skola i Svanstein, 20 km bort. Det finns förskola i Pello.

### Befolkningsutveckling
| Befolkningsutvecklingen i Pello 1950–2015                                                                                       | Befolkningsutvecklingen i Pello 1950–2015 | Befolkningsutvecklingen i Pello 1950–2015 | Befolkningsutvecklingen i Pello 1950–2015 | Befolkningsutvecklingen i Pello 1950–2015 |
| --- | ----------------------------------------- | ----------------------------------------- | ----------------------------------------- | ----------------------------------------- |
| |                                           |                                           |                                           |                                           |
| År |                                           |                                           | Folkmängd                                 | Areal (ha)                                |
| 1950 | 1950                                      |                                           | 445                                       | ##                                        |
| 1960 | 1960                                      |                                           | 258                                       | 164                                       |
| 1970 | 1970                                      |                                           | 203                                       | 90                                        |
| 1975 | 1975                                      |                                           | 214                                       | 70                                        |
| 1980 | 1980                                      |                                           | 213                                       | 86                                        |
| 1990 | 1990                                      |                                           | 221                                       | 88                                        |
| 1995 | 1995                                      |                                           | 228                                       | 89                                        |
| 2000 | 2000                                      |                                           | 185                                       | 89#                                       |
| 2005 | 2005                                      |                                           | 193                                       | 84#                                       |
| 2010 | 2010                                      |                                           | 160                                       | 84#                                       |
| 2015 | 2015                                      |                                           | 161                                       | 58#                                       |
| Anm.: Ej tätort 1965. Ny tätort 1970. Upphörde som tätort 2000. ## Som tätort/befolkningsagglomeration 1920–1950. # Som småort. |                                           |                                           |                                           |                                           |

## Idrott
- Pello IF (idrottsförening som mest sysslar med fotboll)
- Pello VVO (jaktförening som samlar ca 80 jägare i bygden)

## Kända personer från byn
- Ragnar Lassinantti, landshövding i Norrbottens län 1966-1982